# Суперлига Србије у рукомету
Супер рукометна лига је највиши степен такмичења у рукомету у Србији. Лигом је управљао Рукометни савез Србије, све до 2019. године када је вођење лиге поверено Асоцијацији рукометних клубова супер лиге (АРКУС). Суперлига Србије је формирана 2006. након распада заједничке државе Србије и Црне Горе и расформирања бивше Суперлиге Србије и Црне Горе.
Званичан назив лиге од сезоне 2011/12. је био Меркур осигурање Суперлига по истоименој осигуравајућој кући са којом је потписан спонзорски уговор 7. јуна 2011, а то је први спонзор Суперлиге Србије од настанка 2006. Од сезоне 2012/13. лига броји 14 клубова, за разлику од претходних сезона када је имала 16. Од сезоне 2019/20, званични назив лиге је АРКУС лига. Како је због пандемије изазване вирусом COVID-19 сезона 2019/20 прекинута, а резултати поништени, ни једна екипа није испала, а две екипе су кроз бараж постали чланови лиге, па лига поново, као прелазно решење, броји 16 клубова. Од сезоне 2020/2021, поново сви клубови учествују од почетка такмичења, без обзира да ли играју СЕХА лигу или не. Нижи ранг такмичења је Прва лига Србије.

## Најтрофејнији рукометни клубови у Србији
| Клуб              | Првак | Куп | Суперкуп | Укупно |
| ----------------- | ----- | --- | -------- | ------ |
| Војводина         | 12    | 9   | 8        | 29     |
| Партизан          | 10    | 12  | 3        | 25     |
| Црвена звезда     | 9     | 5   | 1        | 15     |
| Металопластика    | 7     | 6   | 1        | 14     |
| Динамо            | 2     | 0   | 0        | 2      |
| Пролетер Зрењанин | 2     | 0   | 0        | 2      |
| Црвенка           | 1     | 2   | 0        | 3      |
| Колубара          | 1     | 2   | 0        | 3      |
| Железничар 1949   | 0     | 7   | 0        | 7      |

- Предност се даје клубовима који су освојили више титула у националном првенству. Следећи критеријум је укупни број трофеја.

## Најтрофејнији клубови Србије у еврпоским такмичењима
| Клуб           | ЕХФ Лига шампиона | ЕХФ Лига Европе | ЕХФ Куп Европе | ЕХФ Челенџ куп |
| -------------- | ----------------- | --------------- | -------------- | -------------- |
| Металопластика | 2                 | 0               | 0              | 0              |
| Војводина      | 0                 | 0               | 1              | 0              |
| Југовић        | 0                 | 0               | 0              | 1              |

## Клубови у сезони 2024/25.
| Клуб                   | Град       | Дворана                 |
| ---------------------- | ---------- | ----------------------- |
| Војводина              | Нови Сад   | СЦ Слана бара           |
| Врање 1957             | Врање      | Хала Врање              |
| Динамо                 | Панчево    | Хала спортова Стрелиште |
| Дубочица 54            | Лесковац   | СРЦ Дубочица            |
| РК Југовић             | Нови Сад   | Дворана Храм            |
| Колубара               | Лазаревац  | СРЦ Колубара            |
| Металопластика Еликсир | Шабац      | Хала Зорка              |
| Обилић                 | Београд    | СЦ Вождовац             |
| Партизан АдмиралБет    | Београд    | СЦ Вождовац             |
| СПД Раднички           | Крагујевац | Хала Језеро             |
| Рудар                  | Костолац   | Спортска хала Костолац  |
| Црвена звезда          | Београд    | УВЦ Шумице              |

## Досадашња првенства Србије
| 2006/07. | Црвена звезда, Београд (1)                        | Партизан, Београд                                 | Пролетер, Зрењанин                                |                                                   |                                                   |
| 2007/08. | Црвена звезда, Београд (2)                        | Колубара, Лазаревац                               | Пролетер, Зрењанин                                |                                                   |                                                   |
| 2008/09. | Партизан, Београд (1)                             | Колубара, Лазаревац                               | Црвена звезда, Београд                            |                                                   |                                                   |
| 2009/10. | Колубара, Лазаревац (1)                           | Црвена звезда, Београд                            | Металопластика, Шабац                             |                                                   |                                                   |
| 2010/11. | Партизан, Београд (2)                             | Црвена звезда, Београд                            | Колубара, Лазаревац                               |                                                   |                                                   |
| 2011/12. | Партизан, Београд (3)                             | Војводина, Нови Сад                               | Раднички, Крагујевац                              |                                                   |                                                   |
| 2012/13. | Војводина, Нови Сад (1)                           | Партизан, Београд                                 | Врбас, Врбас                                      |                                                   |                                                   |
| 2013/14. | Војводина, Нови Сад (2)                           | Раднички, Крагујевац                              | Металопластика, Шабац                             |                                                   |                                                   |
| 2014/15. | Војводина, Нови Сад (3)                           | Спартак Војпут, Суботица                          | Металопластика, Шабац                             |                                                   |                                                   |
| 2015/16. | Војводина, Нови Сад (4)                           | Металопластика, Шабац                             | Партизан, Београд                                 |                                                   |                                                   |
| 2016/17. | Војводина, Нови Сад (5)                           | Динамо, Панчево                                   | Црвена звезда, Београд                            |                                                   |                                                   |
| 2017/18. | Војводина, Нови Сад (6)                           | Железничар 1949, Ниш                              | Партизан, Београд                                 |                                                   |                                                   |
| 2018/19. | Војводина, Нови Сад (7)                           | Металопластика, Шабац                             | Железничар 1949, Ниш                              |                                                   |                                                   |
| 2019/20. | Такмичење није окончано због пандемије ковида 19. | Такмичење није окончано због пандемије ковида 19. | Такмичење није окончано због пандемије ковида 19. | Такмичење није окончано због пандемије ковида 19. | Такмичење није окончано због пандемије ковида 19. |
| 2020/21. | Војводина, Нови Сад (8)                           | Партизан, Београд                                 | Металопластика, Шабац                             |                                                   |                                                   |
| 2021/22. | Војводина, Нови Сад (9)                           | Партизан, Београд                                 | Динамо, Панчево                                   |                                                   |                                                   |
| 2022/23. | Војводина, Нови Сад (10)                          | Партизан, Београд                                 | Металопластика, Шабац                             |                                                   |                                                   |
| 2023/24. | Војводина, Нови Сад (11)                          | Металопластика, Шабац                             | Партизан, Београд                                 |                                                   |                                                   |
| 2024/25. | Партизан, Београд (4)                             | Војводина, Нови Сад                               | Металопластика, Шабац                             |                                                   |                                                   |

### Успешност клубова
| Клуб                | Првак                                                                 | Друго место                      | Треће место                            |
| ------------------- | --------------------------------------------------------------------- | -------------------------------- | -------------------------------------- |
| Војводина           | 11 (2013, 2014, 2015, 2016, 2017, 2018, 2019, 2021, 2022, 2023, 2024) | 2 (2012, 2025)                   | —                                      |
| Партизан            | 4 (2009, 2011, 2012, 2025)                                            | 5 (2007, 2013, 2021, 2022, 2023) | 3 (2016, 2018, 2024)                   |
| Црвена звезда       | 2 (2007, 2008)                                                        | 2 (2010, 2011)                   | 2 (2009, 2017)                         |
| Колубара            | 1 (2010)                                                              | 2 (2008, 2009)                   | 1 (2011)                               |
| Металопластика      | —                                                                     | 3 (2016, 2019, 2024)             | 6 (2010, 2014, 2015, 2021, 2023, 2025) |
| Раднички Крагујевац | —                                                                     | 1 (2014)                         | 1 (2012)                               |
| Железничар 1949     | —                                                                     | 1 (2018)                         | 1 (2019)                               |
| Динамо Панчево      | —                                                                     | 1 (2017)                         | 1 (2022)                               |
| Спартак Војпут      | —                                                                     | 1 (2015)                         | —                                      |
| Пролетер Зрењанин   | —                                                                     | —                                | 2 (2007, 2008)                         |
| Врбас               | —                                                                     | —                                | 1 (2013)                               |

## Прваци првенства СРЈ и СЦГ

### Првенство СР Југославије
- 1991/92. — Пролетер Нафтагас[2]
- 1992/93. — Партизан
- 1993/94. — Партизан
- 1994/95. — Партизан
- 1995/96. — Црвена звезда
- 1996/97. — Црвена звезда
- 1997/98. — Црвена звезда
- 1998/99. — Партизан
- 1999/00. — Ловћен
- 2000/01. — Ловћен
- 2001/02. — Партизан

### Првенство Србије и Црне Горе
- 2002/03. — Партизан
- 2003/04. — Црвена звезда
- 2004/05. — Војводина
- 2005/06. — Црвена звезда

## Укупна табела лиге 2006—2013
Стање након сезоне 2012/13. Табела се од сезоне 2013/14. не ажурира услед значајно промењеног система такмичења.
| Поз. | Клуб                       | Сез. | Одиг. | Поб. | Нер. | Пор. | Бод. | Најбољи пласман |
| ---- | -------------------------- | ---- | ----- | ---- | ---- | ---- | ---- | --------------- |
| 1.   | Партизан                   | 7    | 204   | 156  | 16   | 32   | 328  | 1.              |
| 2.   | Црвена звезда (-18)        | 7    | 204   | 141  | 18   | 45   | 282  | 1.              |
| 3.   | Колубара                   | 7    | 204   | 129  | 17   | 58   | 275  | 1.              |
| 4.   | Металопластика             | 7    | 204   | 111  | 20   | 73   | 242  | 3.              |
| 5.   | Војводина                  | 7    | 204   | 103  | 23   | 78   | 229  | 1.              |
| 6.   | Југовић                    | 7    | 204   | 83   | 34   | 87   | 200  | 4.              |
| 7.   | ПКБ                        | 7    | 204   | 84   | 17   | 103  | 185  | 6.              |
| 8.   | Раднички Крагујевац        | 6    | 174   | 79   | 20   | 75   | 178  | 3.              |
| 9.   | Планинка                   | 5    | 148   | 54   | 19   | 75   | 127  | 7.              |
| 10.  | Пролетер                   | 4    | 118   | 55   | 13   | 50   | 123  | 3.              |
| 11.  | Синтелон                   | 3    | 90    | 47   | 6    | 37   | 100  | 5.              |
| 12.  | Црвенка                    | 5    | 144   | 42   | 14   | 88   | 98   | 9.              |
| 13.  | Железничар 1949 (-2)       | 4    | 114   | 43   | 11   | 60   | 95   | 7.              |
| 14.  | Младост Раднички           | 3    | 90    | 40   | 12   | 38   | 92   | 4.              |
| 15.  | ОРК Ниш                    | 3    | 90    | 35   | 7    | 48   | 77   | 7.              |
| 16.  | Прибој                     | 3    | 88    | 27   | 6    | 55   | 60   | 10.             |
| 17.  | Смедерево                  | 3    | 88    | 24   | 11   | 53   | 59   | 11.             |
| 18.  | Врбас                      | 3    | 86    | 24   | 8    | 54   | 56   | 3.              |
| 19.  | Рудар Костолац             | 2    | 56    | 23   | 6    | 27   | 52   | 6.              |
| 20.  | ОРК Напредак               | 2    | 56    | 23   | 6    | 27   | 52   | 7.              |
| 21.  | Пожаревац                  | 2    | 60    | 21   | 9    | 30   | 51   | 10.             |
| 22.  | Динамо Панчево             | 3    | 88    | 20   | 9    | 59   | 49   | 13.             |
| 23.  | Младост Бачки Јарак        | 2    | 60    | 19   | 9    | 32   | 47   | 9.              |
| 24.  | Зајечар                    | 1    | 26    | 13   | 0    | 13   | 26   | 4.              |
| 25.  | Жупа                       | 2    | 60    | 10   | 2    | 48   | 22   | 14.             |
| 26.  | БСК Хеба                   | 1    | 30    | 9    | 2    | 19   | 20   | 15.             |
| 27.  | Врање                      | 1    | 30    | 8    | 2    | 20   | 18   | 12.             |
| 28.  | Обилић                     | 1    | 30    | 6    | 0    | 24   | 12   | 16.             |
| 29.  | Железничар Ниш (1945—2009) | 1    | 30    | 3    | 3    | 24   | 9    | 16.             |